# Памятник Йорку

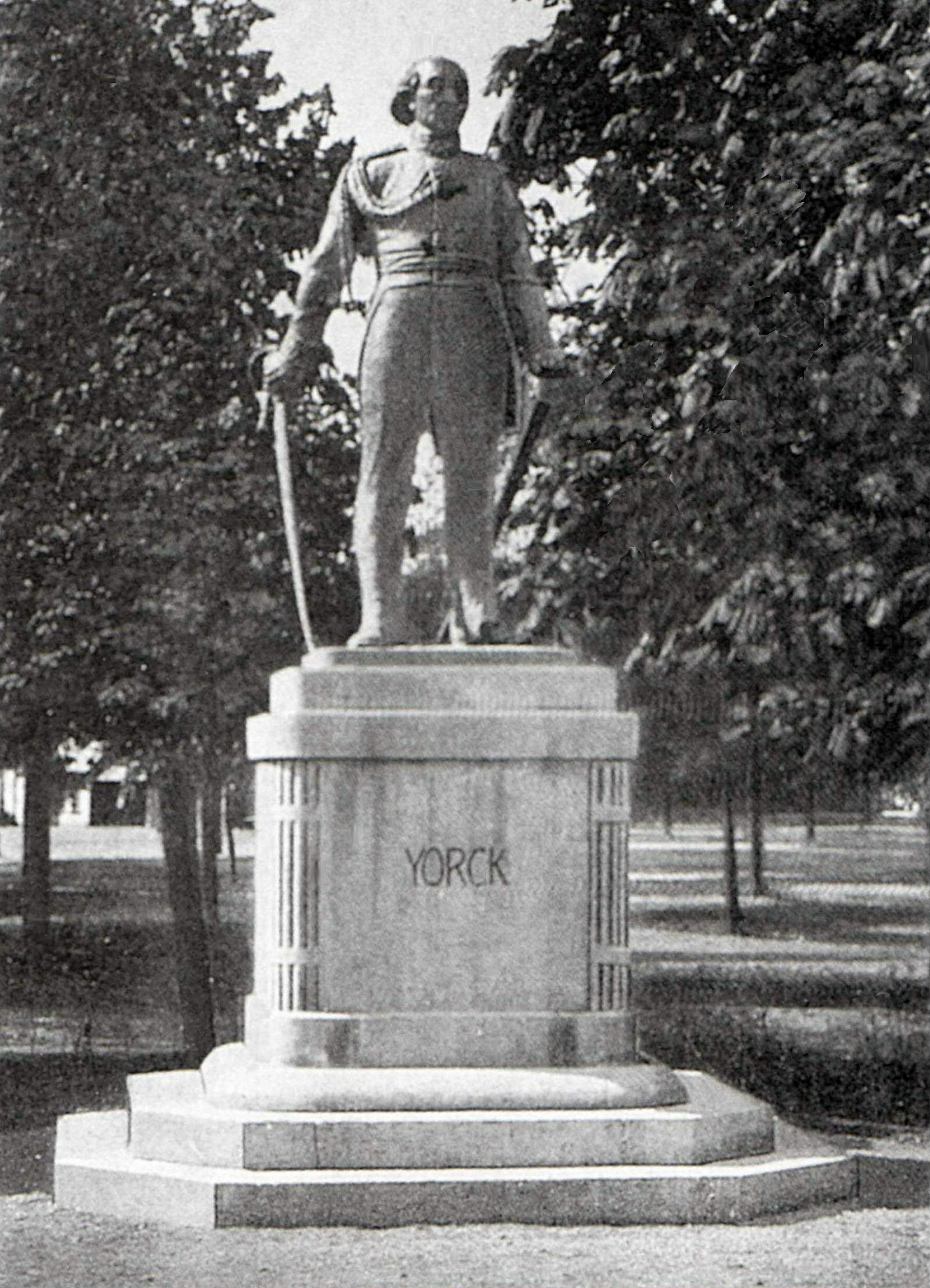

Па́мятник Йо́рку — памятник прусскому фельдмаршалу графу Людвигу Йорк фон Вартенбург (1759—1830) в Кёнигсберге (Восточная Пруссия).
Памятник был воздвигнут в ознаменование 100-й годовщины победы в битве народов под Лейпцигом, широко отмечавшейся во всей Германии. Статуя была создана по заказу офицеров первого армейского корпуса скульптором Вальтером Розенбергом (1882—1945) и размещена перед стадионом имени Вальтера Симона (ныне стадион «Балтика») в 1913 году, а в 1938 году перенесена к гласису перед Королевскими воротами.
После Второй мировой войны памятник утрачен (в 1947 году бронзовая скульптура отправлена на переплавку). В городе сохранился лишь горельеф с изображением Л. Йорка на Закхаймских воротах.
Постамент от памятника до 1961 года использовался в качестве постамента сначала для бюста И.Сталина, а затем — бюста Карла Маркса, установленного на пересечении улиц Красной и Карла Маркса, но после создания нового бюста Карла Маркса исчез.